# Télécarte

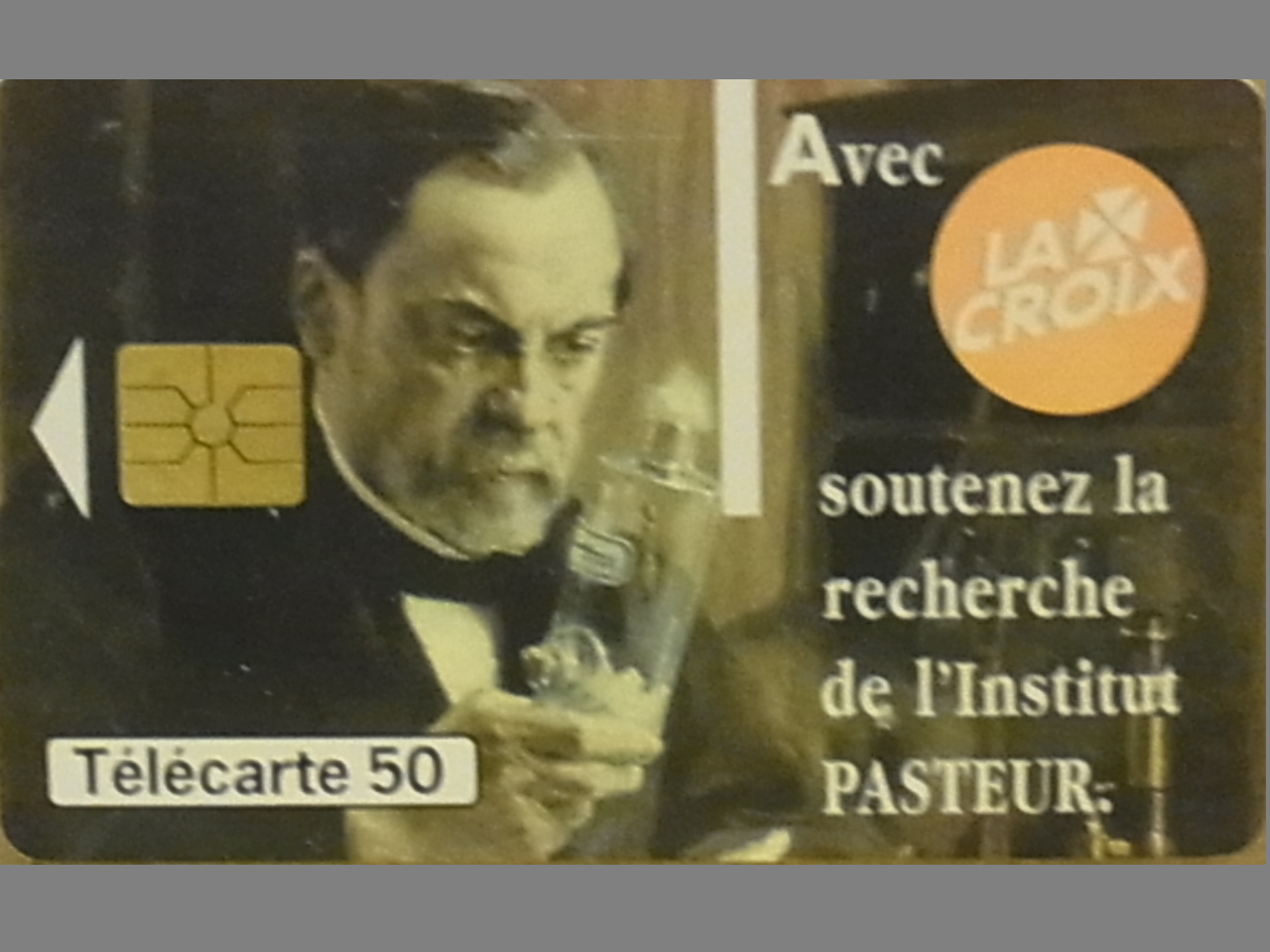
Télécarte française de 50 unités à l'effigie de Pasteur.

La télécarte est un dispositif de pré-paiement de télécommunications reposant sur une carte plastifiée en polychlorure de vinyle (PVC), le plus souvent de type carte à puce, servant de support technologique et pouvant tenir dans un porte-feuille. Elle est apparue largement en Europe vers la fin des années 1970, pour proposer une alternative commode au paiement en monnaie dans les cabines téléphoniques publiques, sujettes au vandalisme. Les cartes de téléphone comportent toutes une valeur faciale pouvant aller jusqu'à 15-20 euros et leur fabrication nécessite donc des dispositions très strictes en matière de sécurité et de qualité pour éviter toute fraude et limiter les réclamations des utilisateurs.
Les télécartes sont émises par des opérateurs publics de téléphonie puis prennent, pour certaines, la forme de cartes prépayées, émises par des sociétés privées et dont l'utilisation se fait par la numérotation d'un code secret (PIN). Elles sont toujours au format carte de crédit et sont rapidement devenues un support publicitaire.

## Technologies employées dans le monde
(février 2012).
Si vous disposez d'ouvrages ou d'articles de référence ou si vous connaissez des sites web de qualité traitant du thème abordé ici, merci de compléter l'article en donnant les références utiles à sa vérifiabilité et en les liant à la section « Notes et références ».

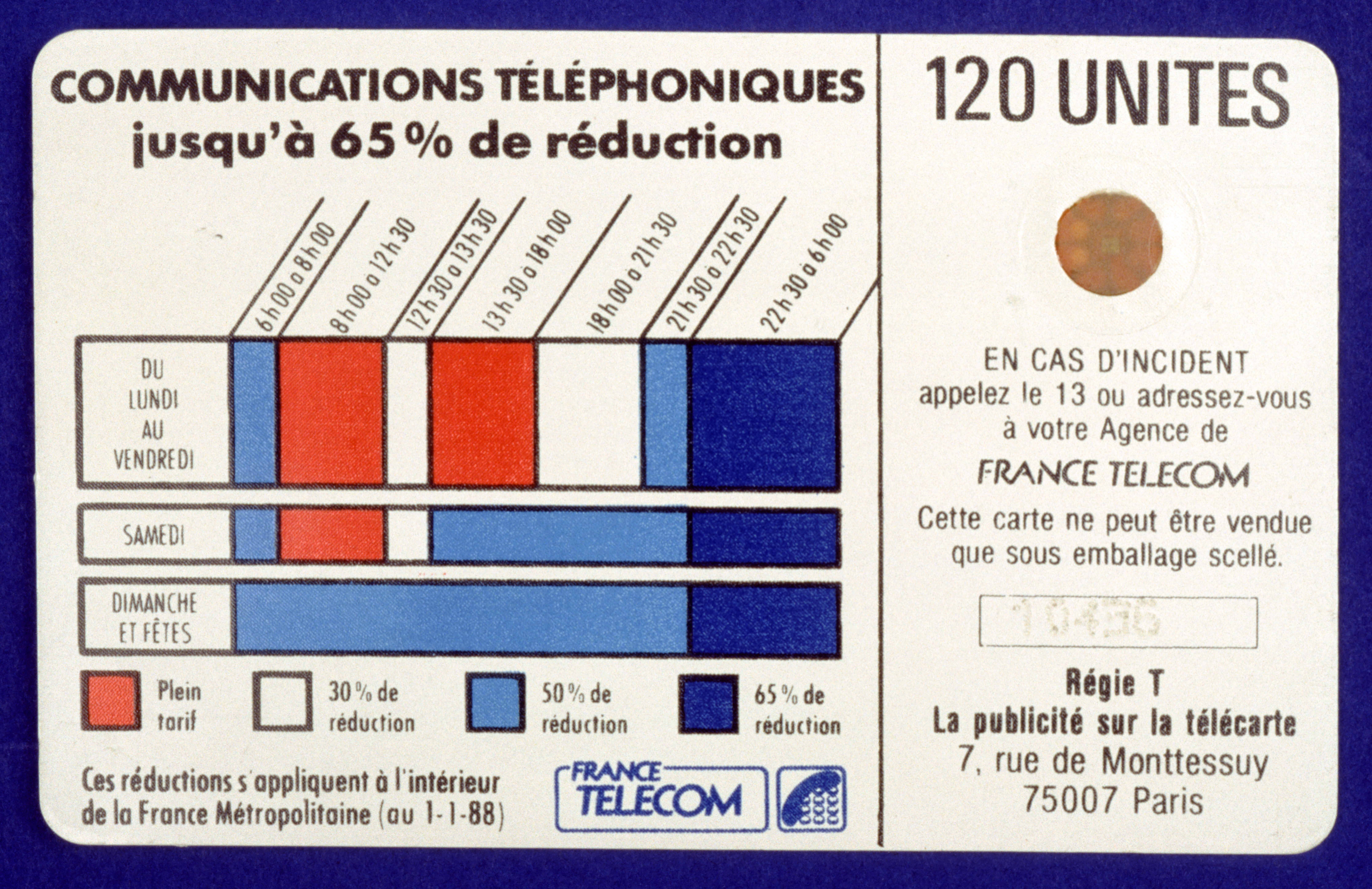
Verso d'une télécarte française de 120 unités.

La technologie la plus utilisée de nos jours est la carte à puce électronique qui a progressivement supplanté les autres systèmes :
- la carte à puce inventée par l'ingénieur français Roland Moreno, supplante progressivement les autres systèmes par sa fiabilité et sa sécurité. Un micro-circuit intégré (puce) contient le nombre d'unités téléphoniques et les clés du protocole de communication avec le lecteur de carte. Les fabricants historiques de cartes à puce sont nombreux et très concurrentiels avec un berceau initial en France (Schlumberger, Solaic, Bull, Gemplus et Oberthur Technologies) et en Allemagne (Siemens, Orga (en), Giesecke+Devrient et ODS). Quelques autres fabricants majeurs étrangers sont Urmet, Landis+Gyr, Anritsu et Svetlana ;

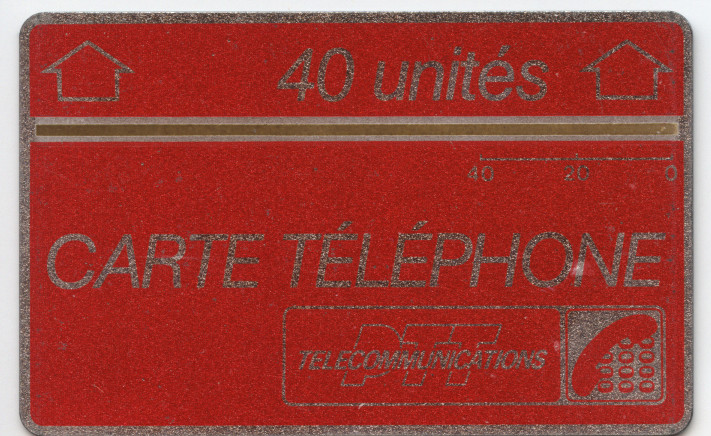
Carte à système optique de 40 unités.

- la carte à système optique aussi appelée holographique est une structure optique, embossée à chaud dans le corps de la carte, lue par réflexion de lumière infra-rouge et détruite progressivement au fur et à mesure de l'utilisation par chauffage de la piste optique. Ce système précurseur a été développé dès 1974 en laboratoire par les sociétés suisses Sodeco et Landis+Gyr puis essayé en Europe dès 1976. De nombreux pays ont initialement adopté les cartes optiques mais la production a été définitivement arrêtée en mai 2006 ;
- la carte thermo-magnétique est constituée d'une bande magnétique qui enregistre la progression de l'utilisation. C'est un système peu coûteux mais assez rare car peu fiable en comparaison avec les systèmes à puce ou optiques. De plus, il existe un risque de démagnétisation en présence d'aimants ou de champs magnétiques intenses ;
- sur la carte magnétique classique, l'information est codée sur une bande magnétique. Les producteurs historiques de carte magnétique sont le suisse Landis+Gyr (support rigide, comme la première carte française vendue en 1977 à l'hôtel Frantel à Paris), l'anglais GPT (support rigide), le suisse Autelca (support souple) et l'italien Urmet (support souple et coin cassable). Il existe aussi un risque de démagnétisation en présence d'aimants ou de champs magnétiques intenses. Avec le temps, la charge de la carte diminue, jusqu'à disparaître après quelques dizaines d'années.
- sur la carte opto-magnétique, l'information est codée sur une bande opto-magnétique. Le producteur est belge (Alcatel-Bell) et ce type de carte a surtout été commercialisé en Turquie ;
- sur la carte magnétique à trous, une perforation est faite sur une ligne représentant la valeur de communication ; ce système simple, utilisé sur des cartes fines et souples, a été surtout répandu au Japon (société Anritsu) et en Australie (société Tamura). Ce système peu coûteux était assez fragile et quelques comportements frauduleux ont été observés ;
- sur la carte inductive, le corps des cartes est incrusté de micro-résistances connectées en séries qui sont détruites par un courant de surcharge au fur et à mesure de l'utilisation. La mesure de la résistance totale donne le nombre d'unités restantes. Ce système présentant un bon ratio entre coût de fabrication et fiabilité a connu un certain essor en Amérique du Sud par le biais de la société Brésilienne Telebrás ;
- la carte prépayée (ou remote memory) nécessite de composer un numéro (généralement Vert en France) puis un code inscrit sur la carte. Celle-ci n'est jamais introduite dans l'appareil. En France, les principaux émetteurs sont (ou ont été car certains ont disparu) Intercall, Tiscali, Kertel ou encore Ticket Téléphone de France Telecom. D'autres sont spécialisés dans les appels internationaux: Asarcom, Eagle Telecom, Central Telecom, Citadel, Iradium, On Air Telecom, SpeedCarte, Open & Sud Telecom, Sparkle (TIM), Symacom et Tele2 ;
- les cartes de redirection vers un autre compte téléphonique ; là encore, la carte n'est pas utilisée en tant que support de stockage mais en tant qu'aide mémoire pour s'identifier auprès d'un serveur vocal. La différence avec les cartes prépayées est que le compte débité est un compte téléphonique associé à une autre ligne. C'était le fonctionnement de la carte France Télécom.

## Historique des télécartes

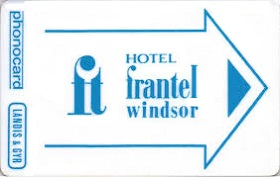
Carte téléphonique magnétique expérimentée au Frantel Windsor de Paris en 1977.

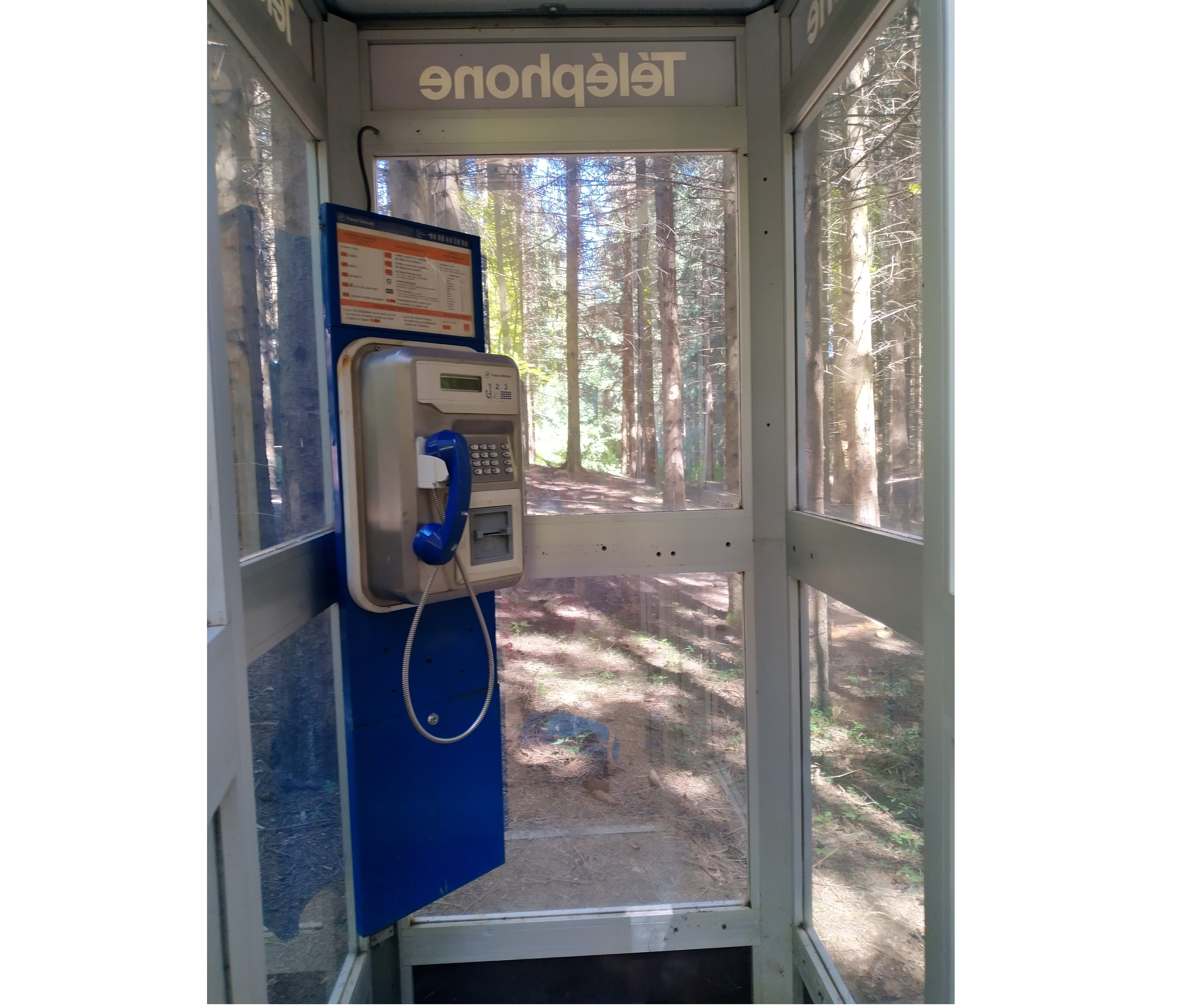
Cabine téléphonique avec un système de télécarte.

- En 1976, premières expérimentations de cartes magnétiques en Italie par les sociétés SIP, SIDA et Pikappa.
- En 1976, premières expérimentations de cartes optiques en Suisse par les sociétés Sodeco et Landis+Gyr.
- En 1977, essai de télécartes magnétiques dans l'hôtel Frantel-Windsor à Paris.
- En 1977, commercialisation en Belgique de télécartes optiques avec lecture par lumière infra-rouge.
- En 1984, commercialisation en France de télécartes thermo-magnétiques et des premières cartes à puces.
- En 1986, utilisation de la télécarte comme support de publicité.
- En 1988, les télécartes à puce se généralisent et les types courants « pyjamas », « cordon », puis « agence télécom » sont déjà produits à des centaines de millions d'exemplaires. Le Bureau national de vente de la télécarte (BNVT) à Nancy propose des abonnements aux collectionneurs.
- En 2014, Orange (successeur de France-Télécom) décide d'arrêter la production de télécartes, les points de vente peuvent continuer d'écouler leur stock dont les dernières télécartes expireront en février 2016. Les cabines publiques à carte sont progressivement enlevées des lieux publics.

## Télécartes françaises
Les télécartes produites par France Télécom sont essentiellement à puce. Les premiers essais de télécartes en France ont été des tickets thermo-magnétiques, des télécartes magnétiques et des télécartes optiques (ou holographiques). Les cartes à puce ont été introduites en 1984 tout d'abord sous la forme de télécartes appelées "Pyjamas" car rayées, il y a des centaines de variantes collectionnées en fonction des puces, des types d'impression, numérotation au verso, etc.
Les premières télécartes illustrées ont été introduites fin 1986 : France Télécom a commandé des illustrations à quatre artistes, qui ont donné naissance à huit superbes et très rares télécartes appelées « précurseurs ».
Avant même les premières télécartes à puce, le Minitel se développe fortement et avec lui des idées d'applications de commerce électronique.
À la fin des années 2000, France Télécom a développé une nouvelle télécarte où s'affichent des messages de la sécurité routière.

## Collections
Le développement rapide à la fin des années 1980 de la télécarte et son usage comme support publicitaire ont vite fait de la télécarte un objet de collection. Comme les philatélistes ou les numismates, le télécartophile (collectionneur de télécartes) distingue les télécartes en fonction de son visuel mais aussi en fonction de son tirage, de sa date d'édition (ou de réédition) et de sa puce. Certains modèles très limités (ou présentant des défauts ou des erreurs) ont pu avoir des valeurs marchandes très élevées.
Télépuce est un mensuel sur la collection de télécartes diffusé uniquement sur abonnement. Vingt-quatre numéros et deux hors-séries sont diffusés de décembre 1989 à janvier 1992.
L'éditeur Infopuce publie le Phonecote, un guide annuel de cotation des télécartes.
Cependant, il faut admettre que l'explosion de la téléphonie mobile depuis la fin des années 1990 a limité l'utilisation de la télécarte dans les pays les plus développés et donc l'essor de la télécartophilie. A contrario, certains pays émergents voient une explosion de la demande en télécarte.